# Antonio Parascandola
Antonio Parascandola (geboren 27. Juli 1902 auf Procida; gestorben 30. März 1977 in Portici) war ein italienischer Mineraloge und Vulkanologe.

## Werdegang
Parascandola zeigte bereits als Schüler Interesse für naturwissenschaftliche Fächer. Nach dem Besuch des Gymnasiums in der Abtei Cava de’ Tirreni studierte Parascandola ab 1924 an der Universität Neapel Chemie, Geologie und Pharmazie. Nach dem erfolgreich abgelegten Staatsexamen im November 1930 trat er allerdings nicht in die Fußstapfen seines Vaters Pasquale und übernahm nicht dessen Apotheke auf Procida. Vielmehr wandte er sich seinem eigentlichen Interesse, der Vulkanologie zu.
Noch zu Studienzeiten hatte er mehrere wissenschaftliche Beiträge veröffentlicht, die sich mit Themen zur Vulkanologie und Mineralogie befassten. 1931 wurde er schließlich Assistent am Institut für Mineralogie der Universität Neapel. 1936 erhielt er die Gastprofessur für Vulkanologie und  ein Jahr später auch die für Physische Geographie. Des Weiteren unterhielt er Lehraufträge in Mineralogie und Geologie an der landwirtschaftlichen Fakultät in Portici und an der Luftwaffenakademie auf Nisida.
Mit seinen zwischen 1944 und 1947 veröffentlichten Arbeiten verschaffte sich Parascandola auch international Gehör. Insbesondere mit seinen beiden Studien über die Phlegräischen Felder, in denen er sich unter anderem mit dem letzten Ausbruch in den Feldern 1538 – der Monte-Nuovo-Eruption – und der Bildung des Monte Nuovo umfangreich auseinandersetzte, sowie mit seiner Arbeit über den Bradyseismos in Pozzuoli, den er beispielhaft am römischen Serapistempel oder Macellum in Pozzuoli darstellte.
Der Ausbruch des Vesuvs 1944, den er aus der Nähe beobachtete, beeinflusste entscheidend seinen weiteren Werdegang. Ihn interessierte vor allem, welche Mineralien sich bei und nach dem Ausbruch gebildet hatten, insbesondere das Vorkommen seltener Mineralien wie Tenorit und Cotunnit. Seine publizistische Tätigkeit erreichte zwischen 1954 und 1955 sowie im Jahr seiner Pensionierung 1970 ihre Höhepunkte. Sie war eng verbunden mit der gestiegenen Aktivität der Solfatara und des Bradyseismos auf den Phlegräischen Feldern. Letzterer hatte 1970 zur Evakuierung eines Stadtteils von Pozzuoli geführt und die Stadt in eine schwere wirtschaftliche Krise gestürzt, was Parascanodola aber in seinen Arbeiten bewusst ausblendete.
Antonio Parascandola gehörte unter anderem der Kommission des Zivilschutzes von Neapel an, der sich mit den Auswirkungen des Bradyseismos in den Phlegräischen Feldern auseinandersetzte. Des Weiteren arbeitete er in verschiedenen Aufgaben für das CNR. Für das Servizio Geologico, den Vorläufer des ISPRA, war er an der Ausarbeitung des Kartenblattes Neapel aus der Reihe der Geologischen Karten Italiens beteiligt. Parascandola war unter anderem Mitglied der Accademia Pontaniana und der Società Geografica Italiana.

## Ehrungen
Nach ihm wurde das Mineral Parascandolait benannt, ein Kalium-Magnesium-Fluorid (KMgF3, IMA 2013-092), das strukturell zur Gruppe der Perowskite zählt. Das Mineral wurde im Zuge der Eruption des Vesuvs 1944 entdeckt, den Parascandola studierte. Auch das 1990 im Königspalast in Portici eingerichtete mineralogische Museum mit seiner Mineraliensammlung trägt seinen Namen.

## Veröffentlichungen (Auswahl)
- Mineralogia e geologia (3 Bände), Libreria Scientifica, Neapel 1942.
- Il Monte Nuovo ed il Lago Lucrino. In: Bollettino della Società dei Naturalisti in Napoli. Band LV (1944–1946), Stabilimento Tipografico G. Genovese, Neapel 1946.
- I fenomeni sismici del serapeo di Pozzuoli. Stabilimento Tipografico G. Genovese, Neapel 1947.